# Douglas D-558-II

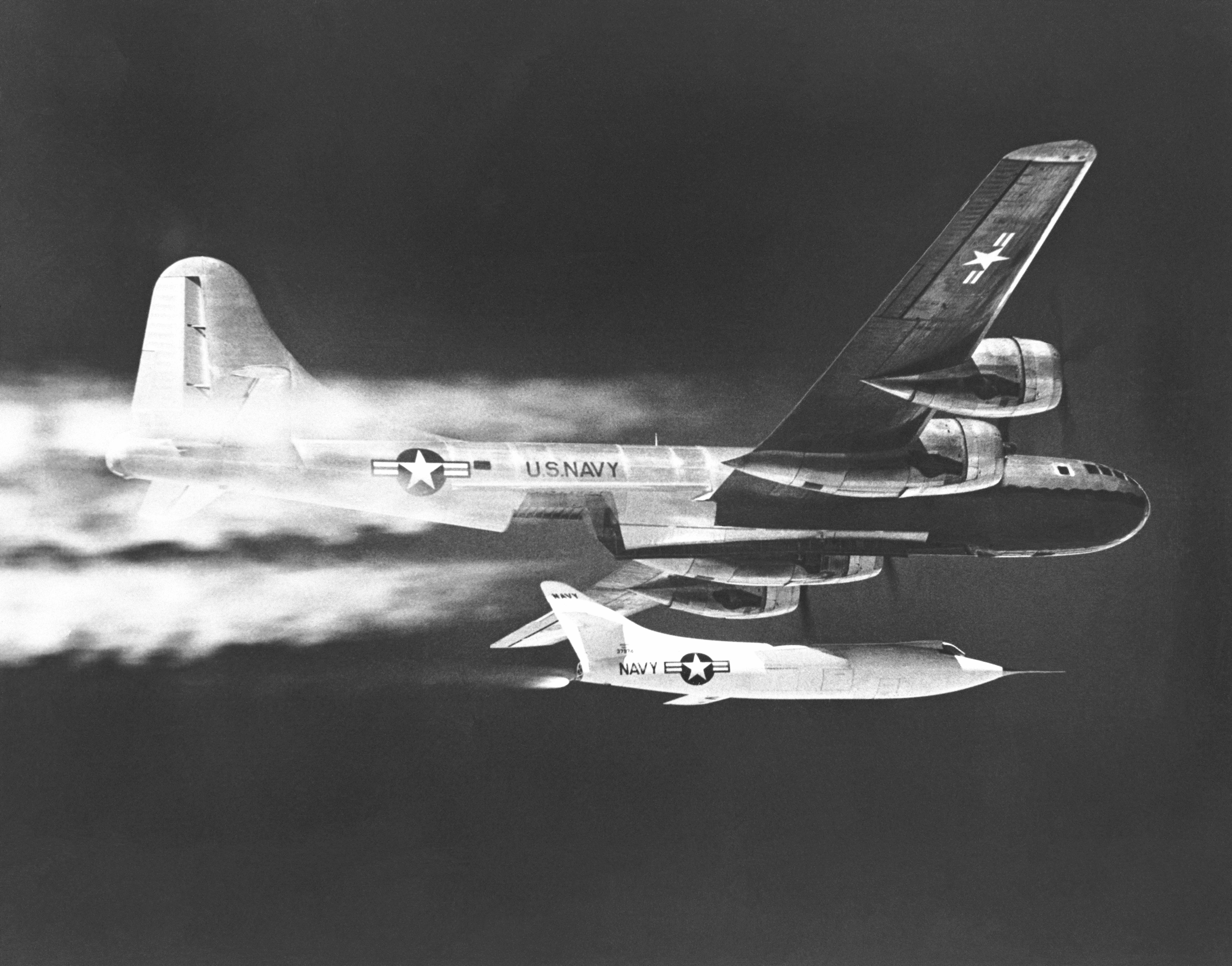
Eine Douglas D-558-II beim Abwurf von einer Boeing B-29

Die Douglas D-558-II Skyrocket (auch Douglas D-558-2) war ein Versuchsflugzeug der United States Navy. Es wurde von der Douglas Aircraft Company gebaut und war das erste bemannte Flugzeug, das die zweifache Schallgeschwindigkeit erreichte.
Die Maschine war ein druckbelüfteter Mitteldecker mit einem Einziehfahrwerk. Ziel war die Erforschung von aerodynamischen Effekten im transsonischen Bereich sowie beim Überschallflug. Die Tragflächen besaßen deswegen eine Pfeilung von 35°, das Höhenleitwerk von 40° und das Seitenleitwerk von 49°.

## Geschichte
Der Erstflug erfolgte auf dem Muroc Army Airfield am 4. Februar 1948.
Es wurden drei Maschinen hergestellt, die sich in Details unterschieden. Insgesamt konnten 313 Flüge unternommen werden: 123 von der ersten mit der Bureau Number (BuNo) 37973 (NACA-143), 103 von der zweiten, BuNo 37974 (NACA-144) und 87 von der dritten Maschine, BuNo 37975 (NACA-145).
Die erste Maschine war zunächst mit einem Westinghouse J34-40-Strahltriebwerk von 13 kN Schub ausgerüstet und eigenstartfähig mit einem Startgewicht von 4.795 kg. Die Kraftstoffmenge belief sich auf 980 l Kerosin. Die Maschine erhielt 1954–55 ein Raketentriebwerk Reaction Motors XLR-8 mit vier Brennkammern und entsprach so antriebsseitig der NACA-144. In dieser Konfiguration wurde jedoch nur ein Flug (am 17. September 1956) durchgeführt.
Auch die zweite Maschine, NACA-144, besaß zunächst ein Strahltriebwerk. Während der Flugerprobung 1949 zeigten sich aerodynamische Effekte, das sogenannte Pitch-Up, im transsonischen Bereich. Trotz allem wurde die Maschine 1950 auf das Reaction Motors XLR-11 Triebwerk mit einem Schub von 27 kN umgerüstet und bis Mach 1,88 bei einer Flughöhe von 25.370 m ausgeflogen, wobei sich wiederum aerodynamische Instabilitäten zeigten. Dazu wurde die Maschine (wie schon 1946 die Bell X-1) von einer B-29-Version der US-Navy auf Höhe getragen und dann abgeworfen. Bei einem Startgewicht von 7.161 kg konnten 1.306 l Flüssigsauerstoff und 1.431 l Alkohol mitgeführt werden.
Es wurde beschlossen, die Maschine bis Mach 2 auszufliegen. Dazu wurde die Schubdüse modifiziert, der Treibstoff tiefgekühlt eingefüllt und die Oberfläche nochmals poliert. Scott Crossfield erreichte mit der so präparierten Maschine am 20. November 1953 in 21.900 m Höhe Mach 2,005 (entspricht in dieser Flughöhe einer Geschwindigkeit von 2078 km/h). Diese Geschwindigkeit wurde bei keinem anderen Flug mit der D-558-II überboten.
Der letzte Flug aller drei Maschinen wurde am 20. Dezember 1956 durchgeführt.
Die dritte Maschine, NACA-145, besaß sowohl das Strahltriebwerk mit 13 kN Schub als auch das Raketentriebwerk mit 27 kN Schub. Es wurde mit einer Reihe von Modifikationen des Tragflügels eingesetzt, um die Effekte des transsonischen Bereiches zu untersuchen und die Handhabung zu verbessern. Die so gewonnenen Daten wurden für die Kampfflugzeugentwicklung benötigt. Der letzte Flug der NACA-145 fand am 28. August 1956 statt. Das Startgewicht dieser Variante betrug 6.925 kg. Als Treibstoff konnten 984 l Kerosin, 644 l Flüssigsauerstoff und 727 l Alkohol mitgeführt werden.
Alle drei Maschinen sind erhalten geblieben. NACA-143 steht im Planes of Fame Museum in Chino (Kalifornien), NACA-144 ist im National Air and Space Museum in Washington D.C. ausgestellt, NACA-145 steht vor dem Antelope Valley College, Lancaster (Kalifornien).

## Technische Daten (NACA 144)

Dreiseitenriss

| Kenngröße             | Daten                                          |
| --------------------- | ---------------------------------------------- |
| Besatzung             | 1                                              |
| Länge                 | 12,8 m                                         |
| Spannweite            | 7,6 m                                          |
| Höhe                  | 3,8 m                                          |
| Flügelfläche          | 16,2 m²                                        |
| Flügelstreckung       | 3,6                                            |
| Leermasse             | 4273 kg                                        |
| Startmasse            | 7161 kg                                        |
| Höchstgeschwindigkeit | 2078 km/h                                      |
| Triebwerke            | 1 × Reaction Motors XLR-8-RM-5 mit 27 kN Schub |